# مته‌کلا (سوادکوه)
مته‌کلا، روستایی است از توابع بخش مرکزی شهرستان سوادکوه در استان مازندران ایران.

## جمعیت
این روستا در دهستان کسلیان قرار دارد و براساس سرشماری مرکز آمار ایران در سال ۱۳۸۵، جمعیت آن ۲۹۱ نفر (۶۵خانوار) بوده‌است.